# Elvire Jouvet 40
Elvire Jouvet 40 és un espectacle organitzat per Brigitte Jaques, basat en el material taquigrafiat de les lliçons de Jouvet per Charlotte Delbo i l'obra Molière et la comédie classique de Louis Jouvet. Fou creat el 8 de gener de 1986 al Théâtre National de Strasbourg.
La pel·lícula de l'espectacle dirigida pel cineasta Benoît Jacquot fou emesa el 18 de novembre de 1987 a FR3. Es va reemetre l'11 de gener de 1992 a FR3. Fou emesa novament el 18 de maig de 1999 a Arte.

## L'espectacle
L'espectacle és basat en les taquigrafies que Louis Jouvet, professor del Conservatori, havia pres de les seves lliçons. Recupera set lliçons, donades de febrer a setembre de 1940, durant les quals Jouvet ensenya una única escena de Don Joan de Molière, (les adieux d'Elvire, acte IV, scène 6) a una alumna de tercer any, Claudia.
Les representacions van tenir lloc al Théâtre National de Strasbourg del 8 al 25 de gener de 1986, i al Théâtre de l'Athénée Louis-Jouvet de l'1 al 16 de febrer de 1986, de l'1 d'octubre al 8 de novembre de 1986 i del 20 d'octubre al 5 de desembre de 1987. L'obra es va representar tres anys consecutius a França i a l'estranger.
- Concepció i posada en escena : Brigitte Jaques
- Decorats i vestuari : Emmanuel Peduzzi
- Il·luminació : André Diot
- Assistent de posada en escena : Éric Vigner
- Col·laboració artística : François Regnault
- Personatges i intèrprets :
  - Louis Jouvet : Philippe Clévenot
  - Claudia (Elvire) : Maria de Medeiros
  - Octave (Dom Juan) : Éric Vigner
  - Léon (Sganarelle) : Vincent Vallier

Philippe Clévenot va rebre pel seu paper el Molière del comediant en 1987. L'espectacle va rebre igualment dues nominacions: revelació teatral femenina i espectacle del teatre públic.

## Sobre l'espectacle
A partir de 1939, Louis Jouvet va fer taquigrafiar tots els cursos que va donar al Conservatoire national supérieur d'art dramatique de París on exercia de professor des de 1934. Es van publicar dos volums basats en aquestes notes: Molière et la comédie classique, (Gallimard, 1965), i Tragédie classique et théâtre du s.XIXe, (Gallimard, 1968).
Les lliçons donades a Claudia tenen lloc en el context particular de la guerra: quatre lliçons el febrer de 1940 (la Guerra de Broma), una al maig (la debacle i l'èxode), dues al setembre (els inicis de l'ocupació alemanya). La veritable Claudia es deia Paula Dehelly. Al concurs de sortida del conservatori el desembre de 1940, va guanyar el Primer Premi de comèdia, presentant aquesta escena de Don Joan i el Primer Premi de tragèdia. Denunciada com a jueva, se li va prohibir exercir durant l'ocupació.
Louis Jouvet va marxar de França el maig de 1941 per a una gira per Amèrica Llatina. El seu exili durarà fins a finals de 1944. El 1947, muntarà Don Joan al Théâtre de l'Athénée.
El 1986, el cineasta Benoît Jacquot va filmar l'espectacle Elvire Jouvet 40. Fou rodat en blanc i negre a l'escenari del Théâtre National de Strasbourg, amb el mateix repartiment i el mateix equip tècnic, aquesta pel·lícula dura 62 minuts.
- Realització : Benoît Jacquot
- Imatges : Jacques Bouquin
- So : Jean-Claude Brisson
- Muntatge : Janine Verneau

Benoît Jacquot també va realitzar el 1987 un documental de 46 minutes titulat La Scène Jouvet. Hi retroba Paula Dehelly i una col·laboradora propera de Jouvet, Marthe Herlin-Besson. Llurs testimonis es complementen amb entrevistes als realitzadors Antoine Vitez i Giorgio Strehler, que evoquen la contribució de Jouvet a l'obra de l'actor.
El text de l'espectacle es va publicar el 1986:: Louis Jouvet, Elvire, Jouvet 40. Sept leçons de L. J. à Claudia sur la 2e scène d'Elvire du Dom Juan de Molière, tirées de Molière et la comédie classique de Louis Jouvet, BEBA Éditeur, 1986 (réédition Solin, 1992).

## Versió en castellà
El 2002 Josep Maria Flotats va fer una adaptació al castellà del muntatge de Jaques i l'anomenà París 1940, amb traducció de Mauro Armiño. Ja anteriorment li havia servit de base pel muntatge  Tot assajant Dom Juan en 1993. Hi col·laboraren Mercè Pons, Luis Moreno, Alejandro Vera, Paco Martínez i l'il·luminador Albert Faura. Per la seva interpretació Flotats fou guardonat amb el Premi Unión de Actores al millor actor protagonista de teatre.